# Young Tree
A Young Tree az amerikai Groundation roots reggae zenekar 1999-ben megjelent debütáló albumának címe. Az albumot a zenekar által alapított Young Tree Records jelentette meg. Érdekessége, hogy 2002-ben remasterelve újból kiadták.

## Számok listája
1. "Long, Long Ago" – 6:50
2. "Glory to the Kings" – 7:11
3. "Confusing Situation" – 4:53
4. "Congress Man" – 4:15
5. "Craven Fe' Dead" – 5:28
6. "Dream" – 5:39
7. "Young Tree" – 5:55
8. "Vibes Alive" – 5:29
9. "Groundation Chant" – 6:49
10. "Grounding Dub" – 6:52